# 民政局 (中華人民共和國)
民政局是中华人民共和国各县、市人民政府的组成部门，对口中华人民共和国国务院的民政部，主管社会政治事务问题。

## 职责
一般来说，各地民政局的职责都或多或少包含以下几点：
1. 民间组织管理（但不包括境外非政府组织代表机构，此事务归口各地公安机关管理）
2. 殡葬管理
3. 社会救助
4. 征地超转人员服务与管理
5. 婚姻收养登记
6. 见义勇为者权益保护
7. 社会福利生产
8. 福利彩票发行
9. 优抚安置
10. 救灾救济
11. 老龄工作
12. 社会捐赠
13. 行政区划管理，视情况也可能包括地名管理
14. 流浪乞讨人员救助
15. 基层政权与社区建设
16. 社会福利事业
17. 外地来本地上访人员接济

## 各地民政局
- 直辖市的厅级民政局：
  - 北京市民政局
  - 天津市民政局
  - 上海市民政局
  - 重庆市民政局
- 地级行政区划的处级民政局
- 县级行政区划的民政局（公务员级别浮动不变）